# Mina Wylie
Wilhelmina „Mina” Wylie (ur. 27 czerwca 1891 w North Sydney, zm. 6 lipca 1984 w Sydney) – jedna z dwóch pierwszych, obok swojej przyjaciółki Fanny Durack, uczestniczek igrzysk olimpijskich z Australii. Na igrzyskach w 1912 roku zdobyła srebrny medal w pływaniu, reprezentując Australazję.

## Wczesne lata
Wylie dorastała w Coogee, gdzie jej ojciec Henry Wylie wybudował Wylie's Baths w 1907 roku. Łaźnia ta jest najstarszą morską łaźnią publiczną w Australii.

## Kariera
Po rywalizacji z Durack w Mistrzostwach Australii i Mistrzostwach Nowej Południowej Walii w sezonie 1910/1911, obie przekonały oficjeli do wydania pozwolenia na start podczas igrzysk w Sztokholmie w 1912 roku, gdzie kobiece konkurencje pływackie pojawiły się po raz pierwszy. W konkurencji 100 m stylem dowolnym Durack zdobyła złoto, a Wylie – srebro, z czasem 1:25,40.
Rywalizowała w mistrzostwach Australii i mistrzostwach Nowej Południowej Walii od 1906 do 1934 roku, zdobywając 115 tytułów, wliczając wszystkie medale w stylach dowolnym, klasycznym i grzbietowym na mistrzostwach w 1911, 1922 i 1924 roku.
Wpisana na listę International Swimming Hall of Fame w 1975 roku.